# Nitrato de mercúrio(II)
Nitrato de mercúrio (II) é o composto de fórmula química Hg(NO3)2.